# Daniel Bertoni
Ricardo Daniel Bertoni Bucke (Bahía Blanca, 14 de marzo de 1955) es un exfutbolista argentino que jugaba en la posición de delantero. Como parte de la selección de su país obtuvo la Copa Mundial de Fútbol de 1978. También con el Club Atlético Independiente conquistó tres veces la Copa Libertadores (1973, 1974 y 1975), tres veces la Copa Interamericana (1972, 1974 y 1975) y una Copa Intercontinental (1973). Se desempeñó como director técnico y comentarista televisivo.
El 16 de octubre de 2021 anunció que padecía cáncer de próstata.

## Trayectoria

### Como jugador
Bertoni inició su carrera en Quilmes Atlético Club, debutó a los 16 años en primera división. Posteriormente arribó al Club Atlético Independiente donde se convirtió en un jugador destacado, aunado por el entendimiento en la cancha con Ricardo Enrique Bochini. Se caracterizaba por su potencia, habilidad, y su remate con ambas piernas.
Sus actuaciones en Independiente hicieron que fuera convocado a la selección de fútbol de Argentina transformándose en titular y siendo protagonista de momentos claves como su gol en el partido final de la copa del mundo de 1978.
Asimismo, Bertoni tuvo una destacada labor en Europa, tanto en Sevilla Fútbol Club, ACF Fiorentina y SSC Napoli. Precisamente, en la temporada 1978-1979 de la Primera División de España, el club Sevilla,  con el esfuerzo de sus fieles, hizo la inversión más cara de su historia hasta ese momento con su fichaje. El club Independiente valoró los servicios del jugador en 70 millones pesetas. En la temporada 1979-1980 fue decisivo en la obtención del título de Liga por parte del Real Madrid, ya que dos goles suyos permitieron al Sevilla FC derrotar en la penúltima jornada al hasta entonces líder invicto, la Real Sociedad, hecho que dio el título de Liga en bandeja a los madridistas.

### Como entrenador
Retirado de la actividad profesional del fútbol, realizó el curso de director técnico junto a Daniel Passarella. En 1989, Bertoni asumió junto al “gringo” Héctor Scotta la dirección del Club Atlético Los Andes, en la Primera "B" Nacional, donde no obtuvo éxito y su estadía en el conjunto de Lomas de Zamora duró 4 cotejos.
En 2004, tras varios años fuera de la dirección técnica, y dedicado a observar jugadores para el ACF Fiorentina y tras la muerte de José Pastoriza, se hizo cargo de la dirección de Club Atlético Independiente. Tras malos resultados, el presidente Julio Comparada declaró que su continuidad quedaba supeditada a la obtención de "resultados convincentes". Finalmente Bertoni renunció, pero no sin desatar polémica al acusar a los dirigentes de "haberlo usado".

### Como comentarista
En 2006, Bertoni empezó a formar parte del panel de "La Última Palabra", programa de televisión transmitido de lunes a viernes por Fox Sports donde intercambia opiniones con otros personajes, como es el caso de Héctor Veira y Diego Latorre.

## Selección nacional

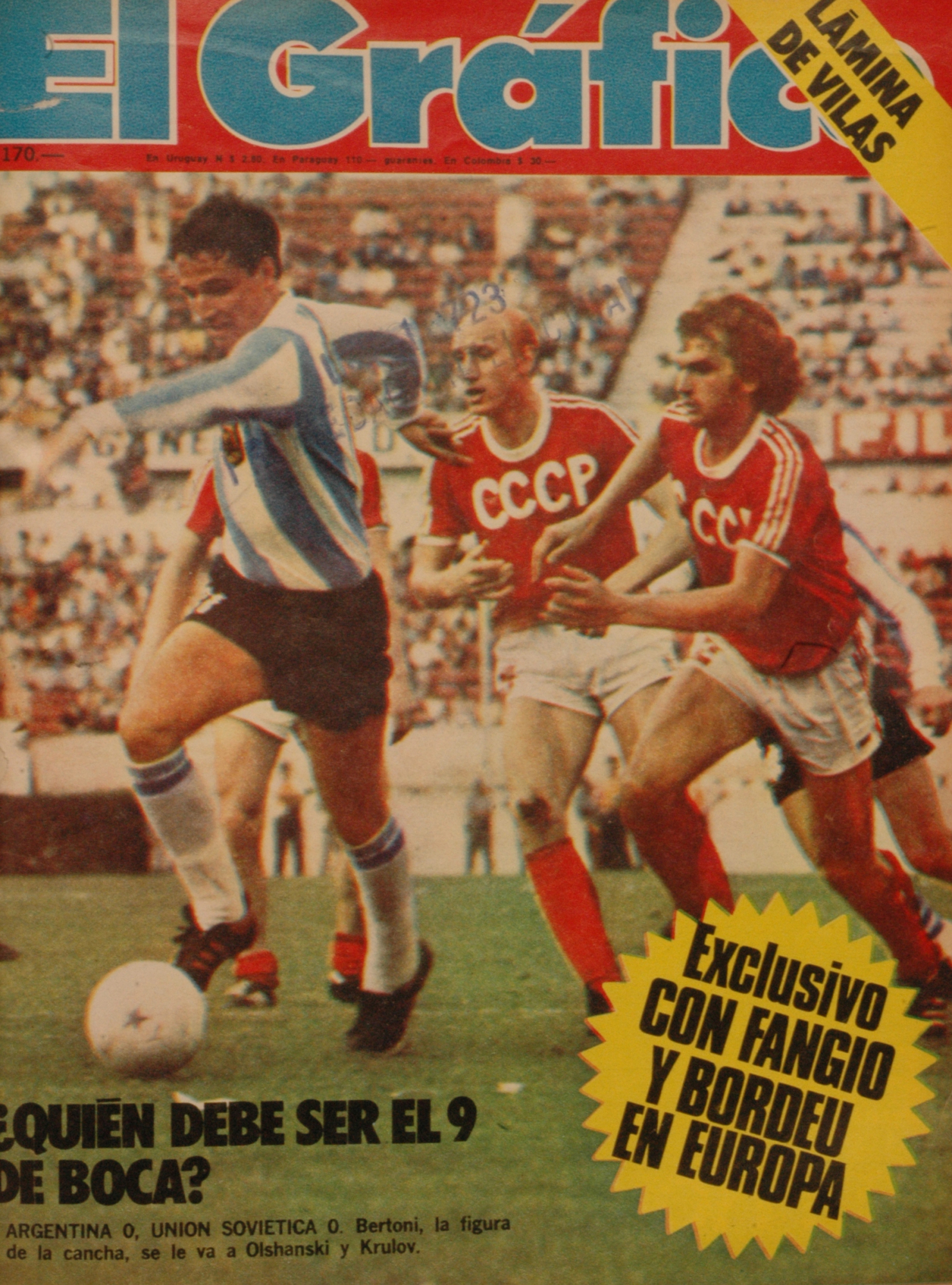
Bertoni con la selección en 1976.

Ha sido internacional con la selección de fútbol de Argentina entre los años 1974 y 1982, disputó 31 partidos y marcó 12 goles. Conquistó la Copa Mundial de Fútbol de 1978 en Argentina anotando 1 gol en la final del torneo para la victoria de 3-1 en fase a Holanda y participó también en la Copa Mundial de Fútbol de 1982 en España. En el mundial de 1978 marcó 2 goles en 6 partidos disputados; y en el mundial de 1982 marcó 2 goles en 5 partidos disputados.

### Participaciones en Copas del Mundo
| Mundial                        | Sede      | Resultado    | PJ | Goles |
| ------------------------------ | --------- | ------------ | -- | ----- |
| Copa Mundial de Fútbol de 1978 | Argentina | Campeón      | 6  | 2     |
| Copa Mundial de Fútbol de 1982 | España    | Segunda Fase | 5  | 2     |

## Estadísticas

### Como jugador
| Club                | País      | Año       | Partidos | Goles |
| ------------------- | --------- | --------- | -------- | ----- |
| Quilmes A.C.        | Argentina | 1971-1972 | 30       | 12    |
| C.A. Independiente  | Argentina | 1972-1977 | 213      | 92    |
| Sevilla Fútbol Club | España    | 1978-1980 | 58       | 24    |
| ACF Fiorentina      | Italia    | 1980-1984 | 180      | 55    |
| SSC Napoli          | Italia    | 1984-1986 | 63       | 18    |

## Estadísticas

#### En clubes
| Quilmes AC Argentina |               |               |     |     |    |    |    |     |     |      |      |
| 2.ª | 1972          | 31            | 12  | —   | —  | —  | —  | 31  | 12  | 0.40 |      |
| Total club | Total club    | 30            | 12  | 0   | 0  | 0  | 0  | 30  | 12  | 0.40 |      |
| CA Independiente Argentina |               |               |     |     |    |    |    |     |     |      |      |
| 1.ª | 1973          | 35            | 8   | —   | —  | 5  | 0  | 40  | 8   | 0.16 |      |
| 1.ª | 1974          | 35            | 17  | —   | —  | 11 | 5  | 45  | 22  | 0.49 |      |
| 1.ª | 1975          | 33            | 12  | —   | —  | 7  | 3  | 40  | 15  | 0.38 |      |
| 1.ª | 1976          | 42            | 13  | —   | —  | 7  | 1  | 49  | 14  | 0.29 |      |
| 1.ª | 1977          | 34            | 22  | —   | —  | —  | —  | 34  | 22  | 0.65 |      |
| 1.ª | 1978          | —             | —   | —   | —  | —  | —  | 0   | 0   | 0.00 |      |
| Total club | Total club    | 179           | 80  | 0   | 0  | 30 | 9  | 209 | 89  | 0.42 |      |
| Sevilla CF · España |               |               |     |     |    |    |    |     |     |      |      |
| 1.ª | 1978-79       | 25            | 8   | 7   | 2  | —  | —  | 32  | 10  | 0.31 |      |
| 1.ª | 1979-80       | 32            | 16  | 7   | 4  | —  | —  | 39  | 20  | 0.51 |      |
| Total club | Total club    | 57            | 24  | 14  | 6  | 0  | 0  | 71  | 30  | 0.42 |      |
| ACF Fiorentina · Italia |               |               |     |     |    |    |    |     |     |      |      |
| 1.ª | 1980-81       | 25            | 4   | 6   | 1  | —  | —  | 31  | 5   | 0.16 |      |
| 1.ª | 1981-82       | 30            | 9   | 6   | 1  | —  | —  | 36  | 10  | 0.27 |      |
| 1.ª | 1982-83       | 16            | 4   | 5   | 1  | 2  | 1  | 23  | 6   | 0.26 |      |
| 1.ª | 1983-84       | 26            | 10  | 6   | 0  | —  | —  | 32  | 10  | 0.31 |      |
| Total club | Total club    | 97            | 27  | 23  | 3  | 2  | 1  | 122 | 31  | 0.25 |      |
| SSC Napoli · Italia |               |               |     |     |    |    |    |     |     |      |      |
| 1.ª | 1984-85       | 27            | 11  | 7   | 4  | —  | —  | 34  | 15  | 0.44 |      |
| 1.ª | 1985-86       | 26            | 3   | 3   | 0  | —  | —  | 29  | 3   | 0.10 |      |
| Total club | Total club    | 53            | 14  | 10  | 4  | 0  | 0  | 63  | 18  | 0.28 |      |
| Udinese Calcio · Italia |               |               |     |     |    |    |    |     |     |      |      |
| 1.ª | 1986-87       | 20            | 1   | —   | —  | —  | —  | 20  | 1   | 0.05 |      |
| Total club | Total club    | 20            | 1   | 0   | 0  | 0  | 0  | 20  | 1   | 0.05 |      |
| Total carrera | Total carrera | Total carrera | 437 | 158 | 47 | 13 | 32 | 10  | 503 | 175  | 0.34 |
| (1) Incluye datos de la Copa del Rey, Copa Italia. (2) Incluye datos de la Copa Libertadores, Copa Intercontinental, Copa Interamericana, Copa UEFA. (3) No incluye goles en partidos amistosos. |               |               |     |     |    |    |    |     |     |      |      |

### Selección nacional
| Selección | Año   | Amistoso | Amistoso | Mundial | Mundial | Total | Total |
| Selección | Año   | PJ       | G        | PJ      | G       | PJ    | G     |
| --------- | ----- | -------- | -------- | ------- | ------- | ----- | ----- |
| Argentina | 1974  | 1        | 0        | -       | -       | 1     | 0     |
| Argentina | 1976  | 4        | 1        | -       | -       | 4     | 1     |
| Argentina | 1977  | 6        | 7        | -       | -       | 6     | 7     |
| Argentina | 1978  | 5        | 0        | 6       | 2       | 11    | 2     |
| Argentina | 1979  | 1        | 0        | -       | -       | 1     | 0     |
| Argentina | 1981  | 2        | 0        | -       | -       | 2     | 0     |
| Argentina | 1982  | -        | -        | 5       | 2       | 5     | 2     |
| Total     | Total | 19       | 8        | 11      | 4       | 30    | 12    |

## Palmarés

### Campeonatos nacionales
| Título           | Club             | Sede    | Año    |
| ---------------- | ---------------- | ------- | ------ |
| Primera División | CA Independiente | Córdoba | N-1977 |

### Campeonatos internacionales
| Título                  | Club             | Sede         | Año  |
| ----------------------- | ---------------- | ------------ | ---- |
| Copa Libertadores       | CA Independiente | Montevideo   | 1973 |
| Copa Intercontinental   | CA Independiente | Roma         | 1973 |
| Copa Libertadores       | CA Independiente | Santiago     | 1974 |
| Copa Interamericana     | CA Independiente | Guatemala    | 1974 |
| Copa Libertadores       | CA Independiente | Asunción     | 1975 |
| Copa Interamericana     | CA Independiente | Caracas      | 1976 |
| Copa Mundial de la FIFA | Argentina        | Buenos Aires | 1978 |